# Hadda (Afghanistan)

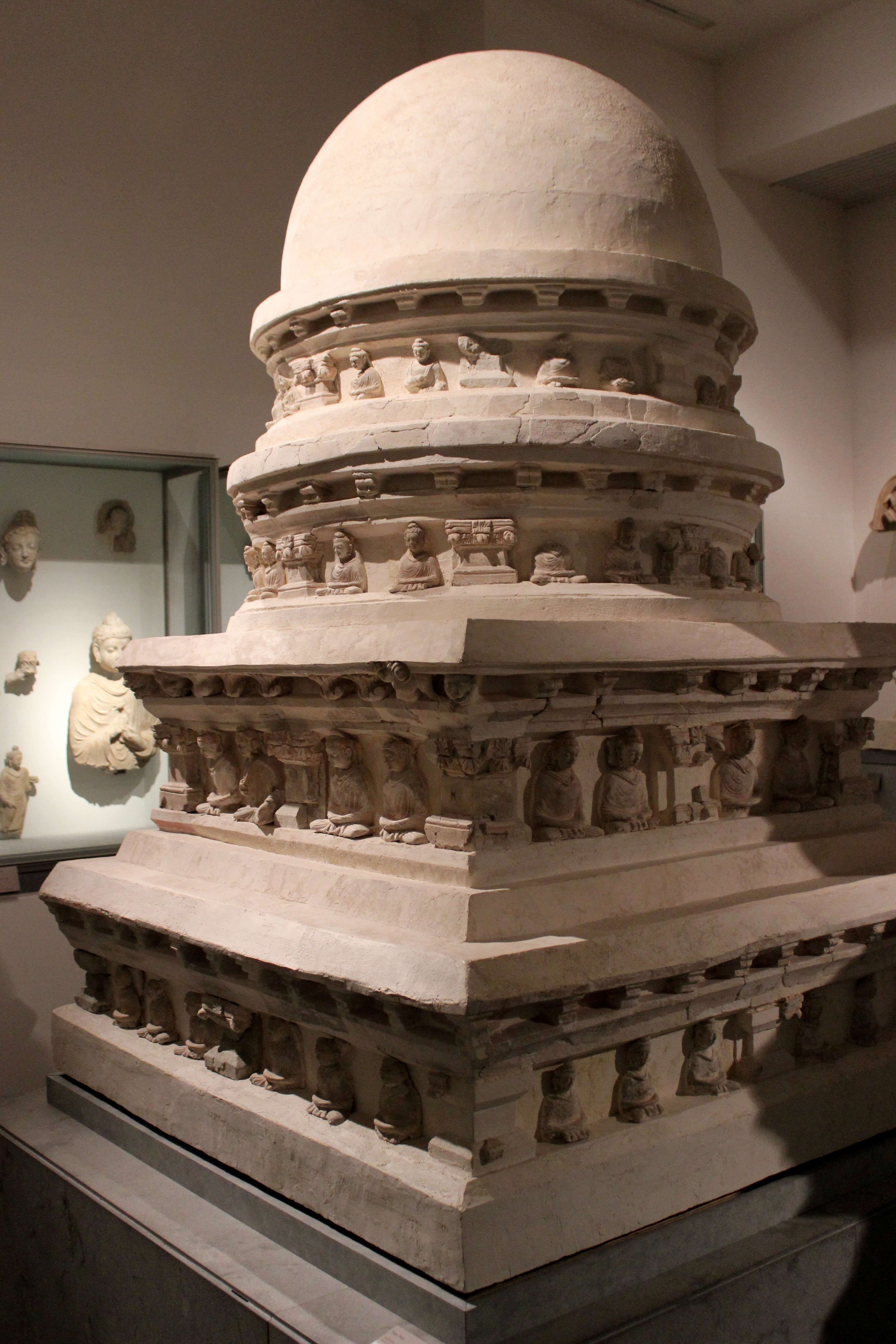
Mehrgeschossiger figurenbesetzter Votivstupa

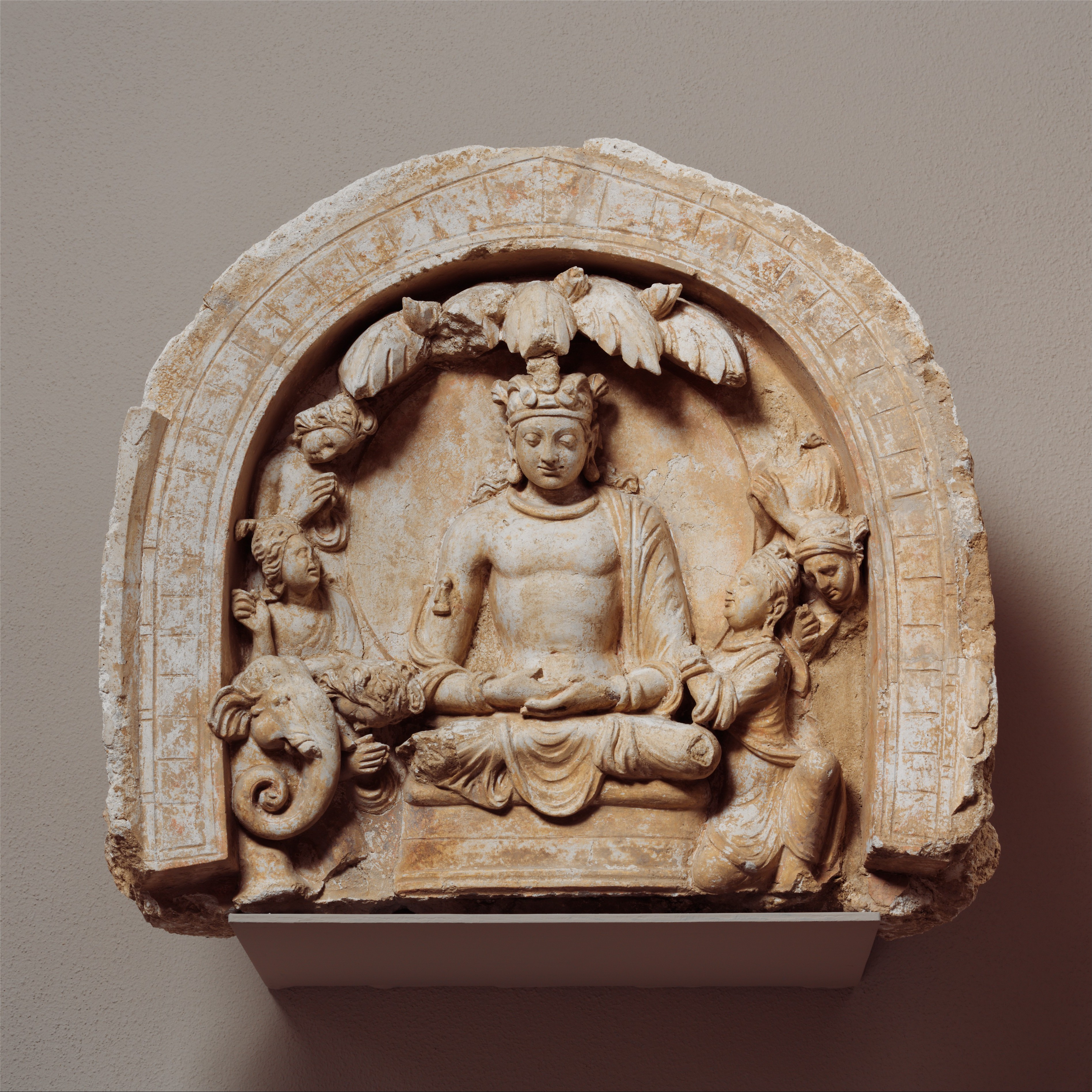
Unter einem Baum meditierender bekrönter Buddha mit Handhaltung der Dhyanamudra umgeben von Mönchen (bhikkhus) und Anbetenden (oranten) sowie einem Elefanten

Hadda ist ein kleiner Ort in der Provinz Nangarhar im Osten Afghanistans, der vor allem als Fundstätte buddhistischer Skulpturen bekannt geworden ist, die der hellenistisch beeinflussten Gandhara-Kunst zuzuordnen sind.

## Lage
Hadda liegt nur etwa 10 km südlich der Stadt Dschalalabad bzw. knapp 75 km (Fahrtstrecke) nordwestlich der heutigen Grenze zu Pakistan in einer Höhe von ca. 600 m; der Ort ist nur etwa 4 km vom Fluss Kabul entfernt.

## Geschichte
Hadda besteht aus mehreren Fundplätzen, die allesamt in die Zeit von etwa 200 v. Chr. bis 300 n. Chr. datiert werden. In späterer Zeit erlosch der dortige Buddhismus unter den Angriffen fremder Eindringlinge, darunter z. B. die Chioniten und später die islamischen Invasoren. Lediglich im Osten, d. h. in Gandhara und im Panjab herrschte vom ausgehenden 9. bis zum beginnenden 11. Jahrhundert noch die hinduistische Dynastie der Hindu-Shahi. Die Angriffe Mahmud von Ghaznis (reg. 997–1030) setzten jedoch dem – auch aufgrund des Bilderverbots – als heidnisch und ketzerisch empfundenen Treiben ein Ende, was wohl auch zur Zerstörung zahlreicher Stuckskulpturen in Hadda führte.
Erst im Jahr 1834 begann der britische Soldat Charles Masson mit der Erforschung des Gebiets und identifizierte insgesamt 14 Stupas. In den Jahren 1926–1929 unternahm die Délégation Archéologique Française en Afghanistan umfangreiche Ausgrabungsarbeiten und legte über 20.000 Skulpturen(fragmente) frei; viele befinden sich heute im Musée Guimet in Paris. In den 1960er und 1970er Jahren erfolgten unter afghanischer und japanischer Leitung weitere Ausgrabungen. Im Zuge des afghanischen Bürgerkriegs (1989–2001) wurde ein Großteil der archäologischen Stätten von den Taliban völlig zerstört.

## Architektur
Von den ehemals vorhandenen Stupas und Klöstern (viharas) in Hadda ist so gut wie nichts mehr erhalten. Das liegt auch an der Tatsache, dass das Baumaterial bereits in früheren Zeiten häufig von den Dorfbewohnern geplündert und verkauft wurde.

## Skulptur
Die größtenteils aus Lehm und Stuck gefertigten lebensnahen Skulpturen Haddas gehören zum Feinsten, was die buddhistische Kunst Indiens hervorgebracht hat. Neben den üblichen Buddha- und Bodhisattva-Figuren finden sich zahlreiche Begleitfiguren mit antik anmutenden Gewändern und entsprechender Haartracht.

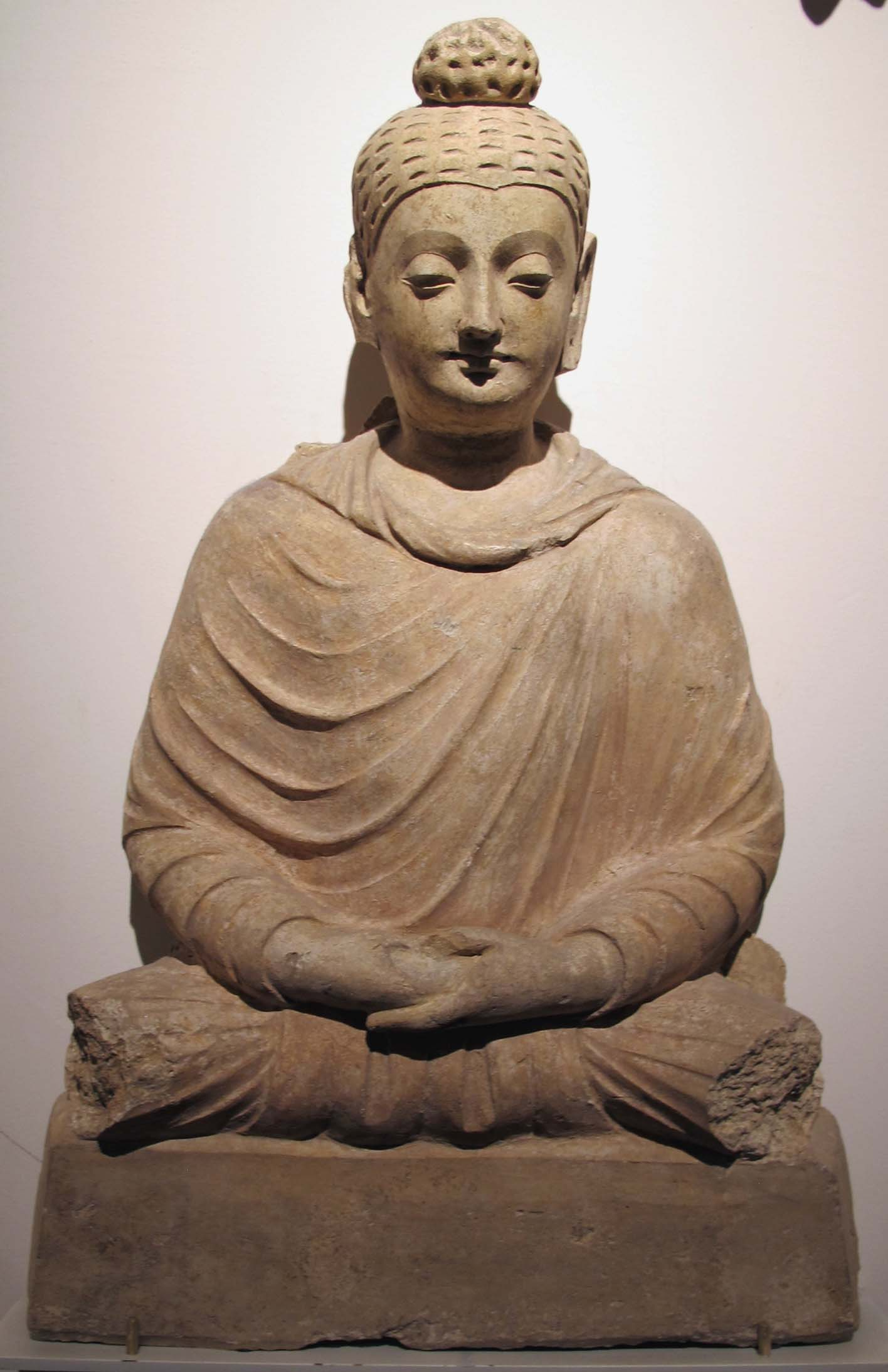
Meditierender Buddha
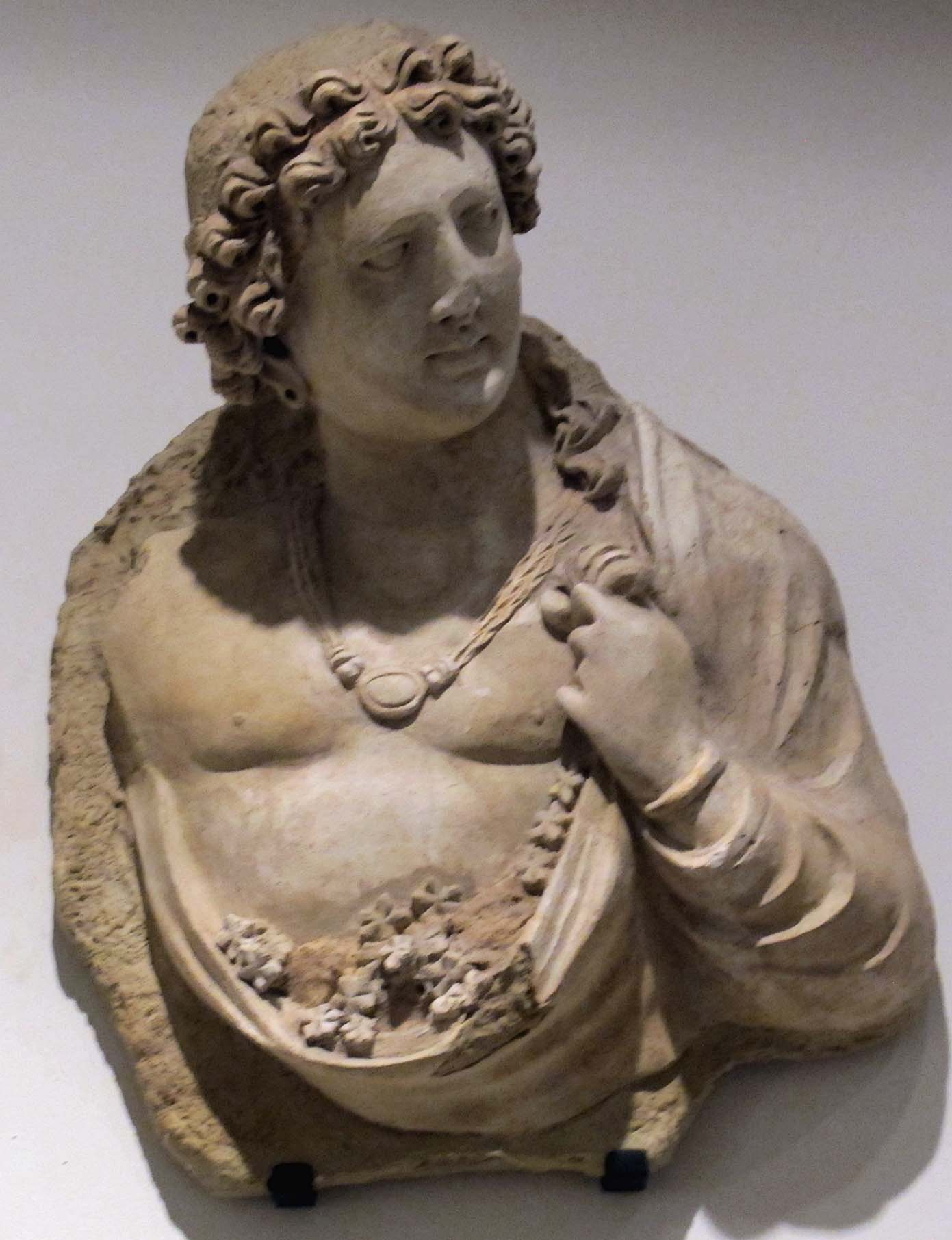
Blumengeschmückter Genius
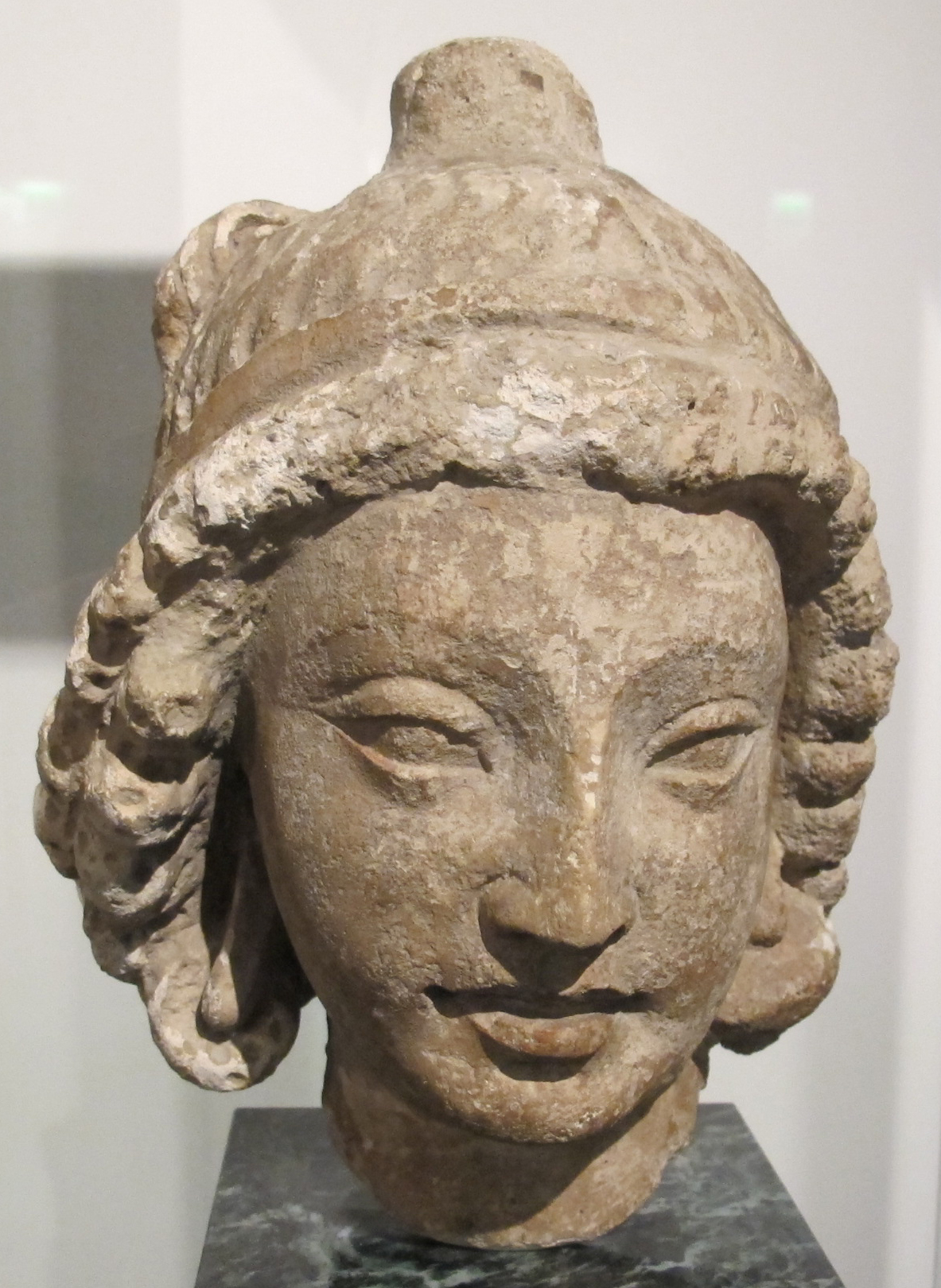
Männerkopf
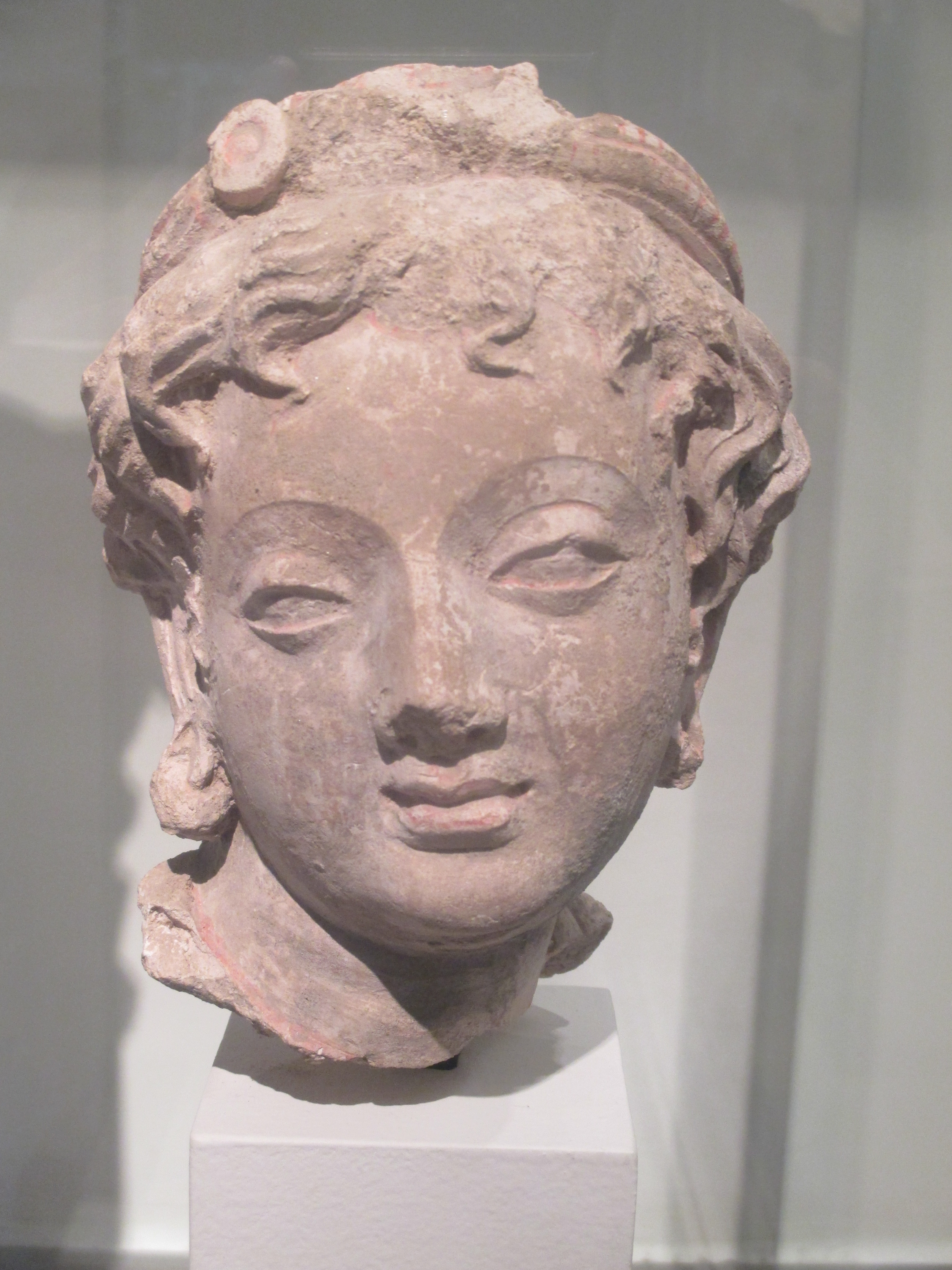
Frauenkopf
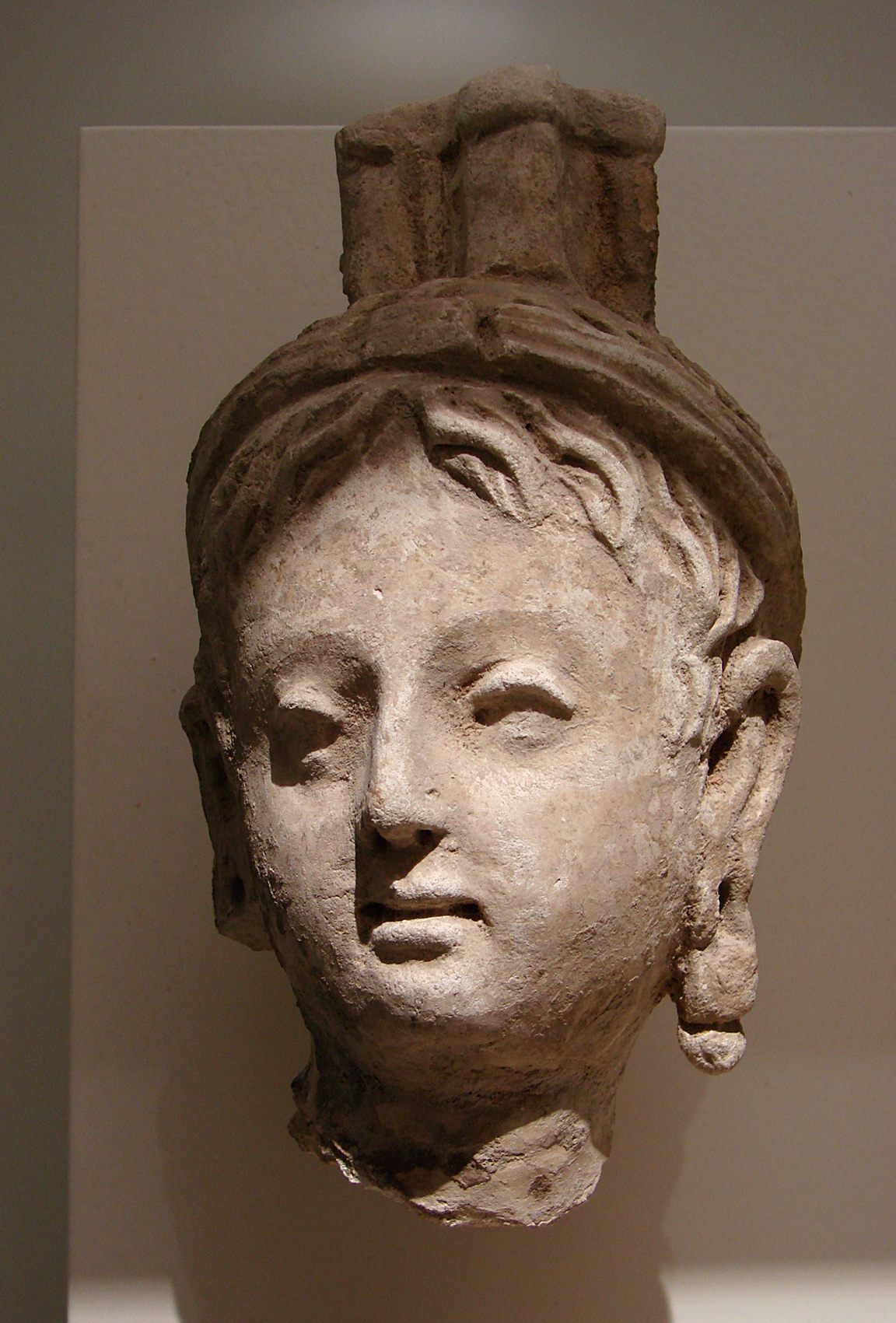
Frauenkopf
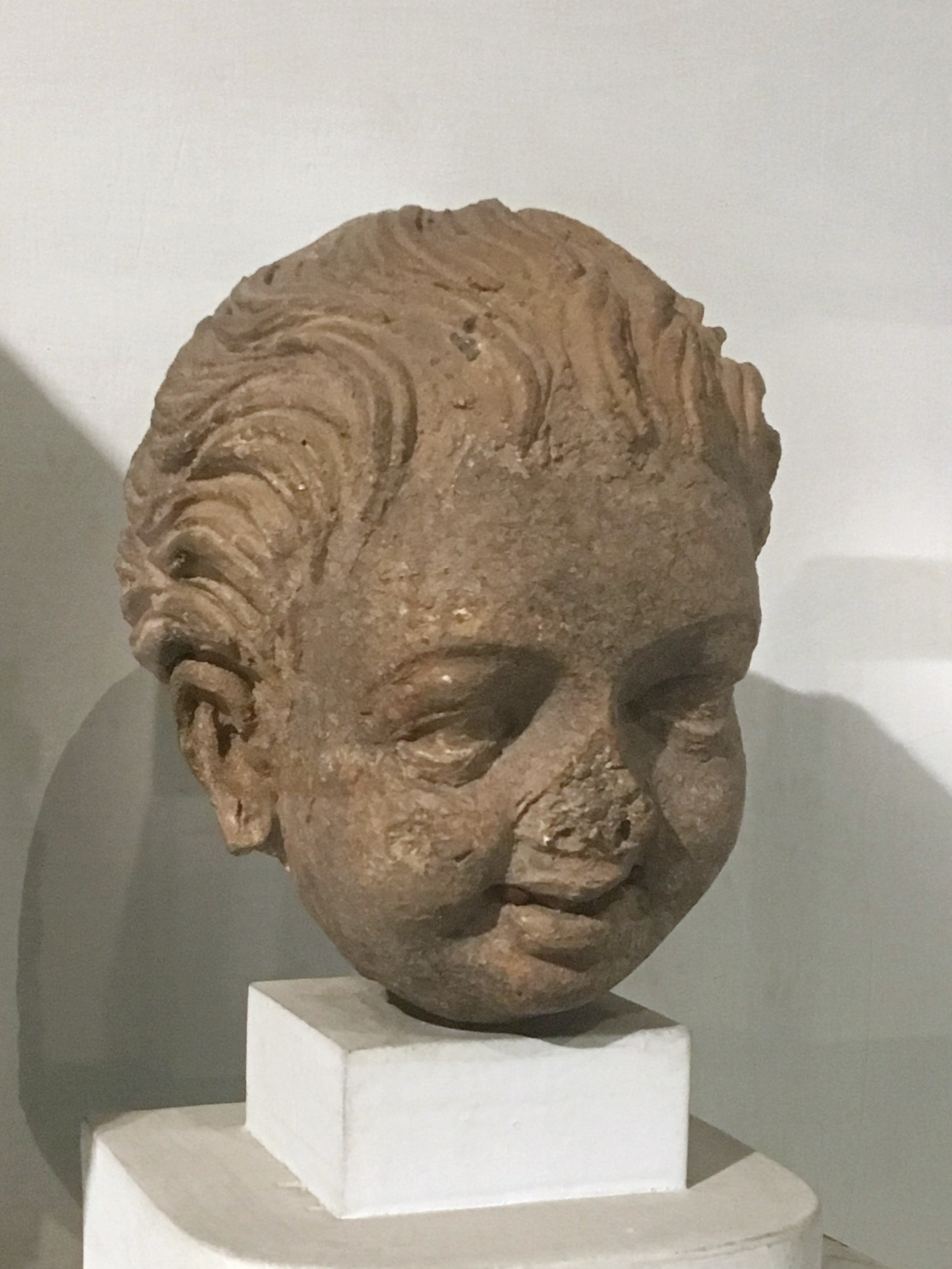
Lachender Junge